# Choanostomellia vinogradovae
Choanostomellia vinogradovae är en djurart som tillhör fylumet skedmaskar, och som beskrevs av Murina G.V.V. 1978. Choanostomellia vinogradovae ingår i släktet Choanostomellia och familjen Bonelliidae. Inga underarter finns listade i Catalogue of Life.